# Argentinoperlidium
Argentinoperlidium – wymarły rodzaj widelic z rodziny Griopterigidae, obejmujący tylko jeden znany gatunek: Argentinoperlidium rogersi.
Gatunek i rodzaj zostały opisane w 2003 roku przez Rafaela G. Martinsa-Neto i Oscara F. Gallego. Skamieniałość odkryto w formacji Los Rastros, w argentyńskim Gualo i pochodzi ona z późnego triasu środkowego lub wczesnego triasu późnego. Epitet gatunkowy nadano na cześć Raymonda Rogersa.
Holotyp to fragment przedniego skrzydła o długości 5 mm. Ma ono bardzo wąską, wypełnią grzebykowatymi żyłkami poprzecznymi część kostalną. Stosunkowo długa tylna żyłka subkostalna zlewa się w części odsiebnej z sigmowatą przednią żyłką radialną. Żyłkę medialną cechuje duże zakrzywienie ku wierzchołkowi.